# سفارة أوكرانيا في سنغافورة
سفارة أوكرانيا في سنغافورة هي أرفع تمثيل دبلوماسي لدولة أوكرانيا لدى سنغافورة. تقع السفارة في سنغافورة وهي تهدف لتعزيز المصالح الأوكرانية في سنغافورة.

## وصلات خارجية
- الموقع الرسمي
- قائمة سفارات أوكرانيا
- قائمة السفارات في سنغافورة